# Rezystancja stanowiska
Rezystancja stanowiska – rezystancja między ziemią odniesienia a elektrodą odwzorowującą (elektrodami odwzorowującymi) styczność ze stanowiskiem bosych stóp człowieka.